# Thomas Friedrich (Philosoph)
Thomas Friedrich (* 1959) ist ein deutscher Philosoph und Designwissenschaftler.

## Leben
Nach seinem Studium von Grafik-Design (Diplom am Fachbereich Gestaltung der Fachhochschule Würzburg-Schweinfurt) und anschließend Philosophie, Politische Wissenschaft und Volkskunde (Promotion in Philosophie an der Universität Würzburg) begann er eine Lehrtätigkeit am Fachbereich Gestaltung der Fachhochschule Würzburg-Schweinfurt und wurde anschließend zum Hochschuldozenten für Geschichte und Theorie der Visuellen Kommunikation an der Fakultät Gestaltung der Bauhaus-Universität Weimar berufen. 
Seit März 2000 ist Friedrich Professor für Philosophie und Designtheorie an der Fakultät Gestaltung der Hochschule Mannheim (heute Technische Hochschule Mannheim). Dort leitet er das Institut für Designwissenschaft.
Zusammen mit Gerhard Schweppenhäuser gibt er die Buchreihe „Ästhetik und Kulturphilosophie“ im LIT Verlag (Münster, London) heraus.
Seit 2002 ist er Redakteur der „Zeitschrift für kritische Theorie“ (zu Klampen, Springe). Er ist Gründungsmitglied der „Deutschen Gesellschaft für Designtheorie und -forschung“, Mitglied der Lesegesellschaft „Andere Bibliothek“, berufenes Mitglied der „Freien Akademie der Künste Mannheim“ und Leiter der Sektion Design der „Deutschen Gesellschaft für Semiotik e. V.“

## Schriften
- Bewußtseinsleistung und Struktur. Aspekte einer phänomenologisch-strukturalistischen Theorie des Erlebens. ISBN 3-8260-1572-X
- mit Ruth Dommaschk (Hrsg.): Bildklangwort. Grundlagen der Gestaltung. ISBN 3-8260-1572-X.
- mit Jörg H. Gleiter (Hrsg.): Einfühlung und phänomenologische Reduktion. Grundlagentexte zu Architektur, Design und Kunst. ISBN 978-3-8258-9366-8.
- mit Ruth Dommaschk und Wolf Knüpffer (Hrsg.): Georg Nees: Design – Menschenwerk. Sichten auf ein vielseitiges Phänomen. ISBN 978-3-643-11368-9.